# Herakleion (Pieria)
Herakleion o Heracleum (in greco antico: Ἡράκλειον?, Hērákleion), anche italianizzata in Eraclio (/eraˈkli.o/) o Eracleo (/eraˈklɛ.o/), era un'antica città della Macedonia nella regione della Pieria.
La città si trovava lungo la costa dell'Egeo fra Fila e Libetra, sul golfo Termaico.
Nel periodo tra 430 e il 425 a.C., la città passò sotto il controllo ateniese nella Lega di Delo e prese parte alla guerra del Peloponneso.
Nel 169 a.C. la città fu attaccata ed espugnata dai romani nel corso della terza guerra macedonica. In quella occasione Livio la descrive cinta da mura che probabilmente risalivano alla fine del V secolo a.C., al tempo dell'alleanza di Atene con Perdicca II.